# Kyrksjön, Karlsborgs kommun
Kyrksjön är en sjö i Karlsborgs kommun i Västergötland och ingår i Motala ströms huvudavrinningsområde. Sjön är 18,9 meter djup, har en yta på 2,55 kvadratkilometer och befinner sig 97 meter över havet. Sjön har ett antal öar: Storön, Lillön, Kärleksön och Holmön. Vid sjöns södra sida ligger Mölltorps kyrka. Den anses vara en bra bad- och fiskesjö med en mycket fin badplats med sandstrand.

## Delavrinningsområde
Kyrksjön ingår i delavrinningsområde (648813-141720) som SMHI kallar för Utloppet av Kyrksjön. Delavrinningsområdets medelhöjd är 112 m ö.h. och ytan är 9,31 kvadratkilometer. Det finns inga delavrinningsområden uppströms utan avrinningsområdet är högsta punkten. Vattendraget som avvattnar delavrinningsområdets har biflödesordning 3, vilket innebär vattnet flödar genom totalt 3 vattendrag innan det når havet efter 151 kilometer. Delavrinningsområdet består mestadels av skog (58 %). Avrinningsområdet har 2,67 kvadratkilometer vattenytor vilket ger avrinningsområdet en sjöprocent på 28,6 %. Bebyggelsen i området täcker en yta av 0,41 kvadratkilometer eller 4 % av avrinningsområdet.